# エネルギー・金属鉱物資源機構

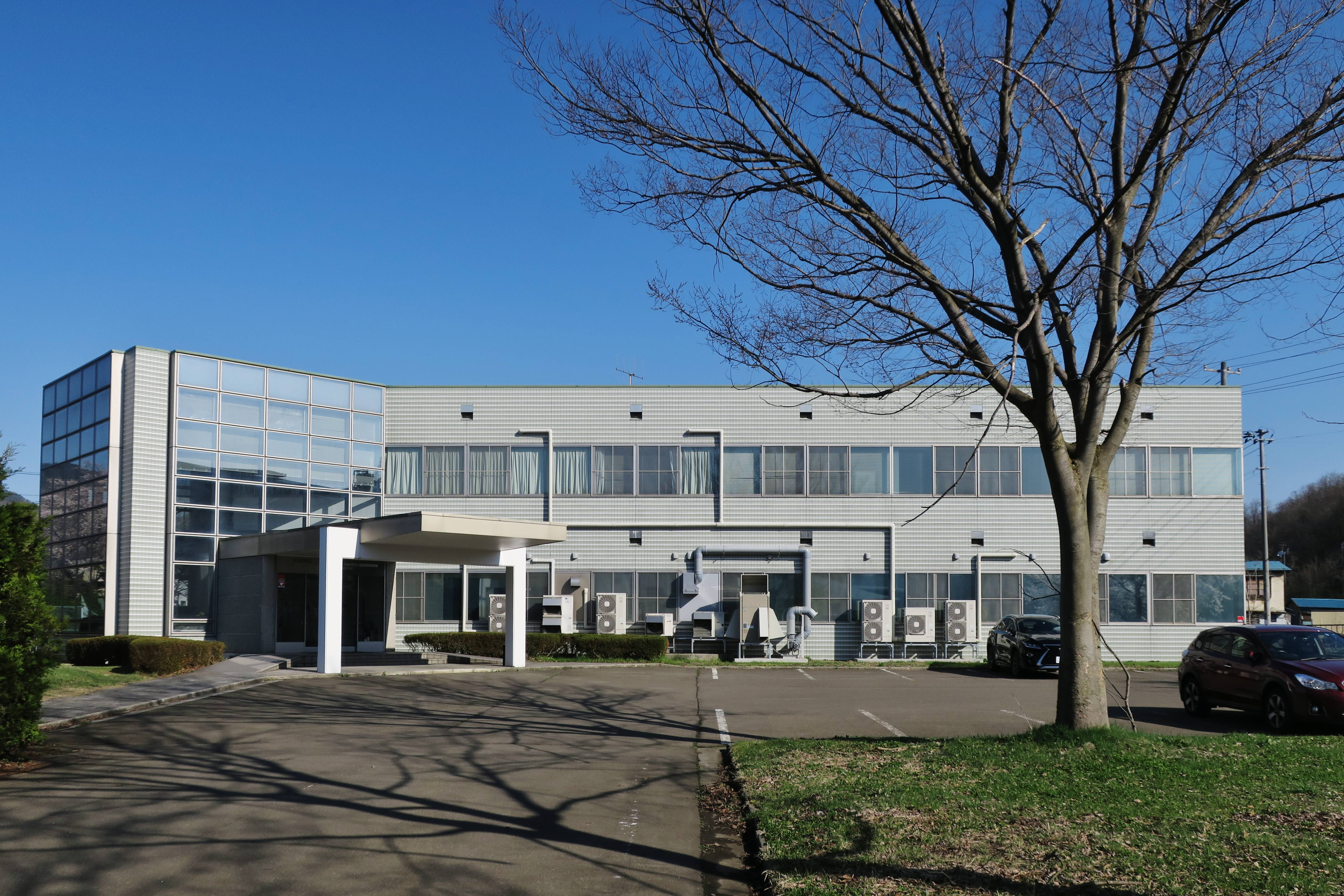
金属資源技術研究所（秋田県小坂町）

独立行政法人エネルギー・金属鉱物資源機構（エネルギー・きんぞくこうぶつしげんきこう、Japan Organization for Metals and Energy Security、略称：JOGMEC）は、経済産業大臣を主務大臣とする中期目標管理法人たる独立行政法人である。所管部局は、資源エネルギー庁資源・燃料部政策課。石油公団と金属鉱業事業団を前身とする。

## 概要
目的（独立行政法人エネルギー・金属鉱物資源機構法3条）
石油及び可燃性天然ガスの探鉱等並びに金属鉱物の探鉱に必要な資金の供給、石油及び可燃性天然ガス資源並びに金属鉱物資源の開発を促進するために必要な業務、石油及び金属鉱産物の備蓄に必要な業務を行い、石油及び可燃性天然ガス及び金属鉱産物の安定的かつ低廉な供給を資するとともに、金属鉱業等による鉱害の防止に必要な資金の貸し付けその他業務を行い、国民の健康の保護及び生活環境の保全並びに金属鉱業等の健全な発展に寄与すること。
2012年9月には、災害時の石油・石油ガス（LPガス）供給計画の実施支援、石炭・地熱資源開発に係る支援、産投出資の資源開発への活用、海洋での金属鉱物調査の深度制限の見直しの業務が変更追加された。
さらに2022年11月には、水素・アンモニア等の製造・液化・貯蔵等、CCS事業、国内におけるレアメタル等の選鉱・製錬に対する出資・債務保証等、洋上風力発電のための地質構造調査等が追加されている。
活動分野
石油・天然ガス資源、金属資源、水素・アンモニア等の製造・貯蔵及び二酸化炭素回収・貯留並びに洋上風力発電の各分野において、ⅰ出資・債務保証事業、ⅱ技術・開発支援、ⅲ情報収集・提供、ⅳ地質構造調査、ⅴ資源備蓄などを主要な活動分野としている。また、金属資源分野においては鉱害防止事業も行っている。

## 組織・人事
- 理事長
  - 細野哲弘（1976年通産省入省、元資源エネルギー庁長官）
- 副理事長
  - 和久田肇（前資源エネルギー庁資源・燃料部政策課長）

## 出資・債務保証事業
JOGMECは石油・天然ガスの探鉱・開発プロジェクト並びに金属資源の探鉱・開発プロジェクト、水素・アンモニア等の製造・貯蔵及び二酸化炭素回収・貯留並びに洋上風力発電に対する融資事業・出資事業・債務保証事業を行っている。
石油・天然ガスの探鉱・開発プロジェクトに関する出資事業に関しては、JOGMECが新株発行の引受けという形で資金を供給する。資源開発事業が成功し、商業化が行われた後は順次株式を売却していく方式をとっている。
債務保証事業に関しては、石油・天然ガスの開発事業資金や資産買収に関連する資金の借入に際して75%を上限として債務保証事業を行っている。金属資源の開発事業資金や資産買収に関連する資金の借入に際しては上限を50％として債務保証事業を行っている。

## 日本版GTLの開発支援
- 2001年から2004年までに北海道苫小牧市勇払地区においてJOGMECの前身である旧石油公団と民間企業5社が日本版GTLの共同研究を実施した。2003年9月には7バレルのGTL合成油の生産に成功している。JOGMECは日本GTL技術研究組合を構成する国際石油開発帝石、JX日鉱日石エネルギー、石油資源開発、コスモ石油、新日鉄エンジニアリング、千代田化工建設の6社と共に日本版GTLの開発体制を固め、開発を推進している[1]。

## 沿革

### 石油公団
かつて国際石油開発の黄金株を保有していた法人であり、公団廃止にともない、経済産業大臣名義で国の保有に変更され、さらに、かつての帝国石油との経営統合に伴って発足した国際石油開発帝石ホールディングス（現在のINPEX。経営統合後にHDが国際石油開発と帝国石油を同時に吸収合併し事業会社化している）が新たに発行する黄金株との等価交換によって同社の黄金株を国が保有する形になっている。
- 1967年 - 石油の自主開発を目的として石油開発公団が設立される。
- 1978年 - 国家石油備蓄業務の追加に伴い、石油公団に改称。
- 2001年 - 特殊法人等整理合理化計画が閣議決定、石油公団の廃止が決定。
- 2004年 - 金属鉱業事業団と共に石油天然ガス・金属鉱物資源機構へ事業移管。
- 2005年 - 石油公団廃止。

### 金属鉱業事業団
- 1963年 - 金属鉱物探鉱融資事業団が設立される[2]。
- 1964年 - 地質構造調査関連の業務の追加に伴い、金属鉱物探鉱促進事業団に改称。
- 1973年 - 鉱害の防止に必要な資金の貸付け等の業務の追加に伴い、金属鉱業事業団に改称。
- 2004年 - 石油天然ガス・金属鉱物資源機構へ事業移管し、廃止[3]。

### 独立行政法人移行後
- 2004年 - 石油天然ガス・金属鉱物資源機構が発足。
- 2022年 - 洋上風力発電に必要な地質構造調査等の業務の追加に伴い、エネルギー・金属鉱物資源機構に改称。

## オイルシェールの開発支援
- 2012年より石油資源開発とJOGMECが共同で秋田県由利本荘市の鮎川ガス田においてオイルシェールの試掘を行うことになった。JOGMECはまた、この試掘に対して補助金を交付し財政的な支援も行うことになっている[4][5]。

## 海洋資源の開発
- 2011年より資源エネルギー庁の委託により、企業2社も参加し、沖縄トラフと伊豆・小笠原諸島沖の海底の金銀やレアメタルなど深海資源を採掘する技術の実用化に乗り出す。世界初の深海採鉱ロボットで鉱石を掘り出し、パイプで母船へ送る採鉱システムを開発、約10年後の商業化を目指す[6]。2017年9月には、沖縄県近海の水深1,600mの海底から、銅や亜鉛などを含む鉱石16.4トンを破砕した上で、ポンプで吸い上げる試験に成功した[7]。
- 2012年2月15日より、資源エネルギー庁の委託により、愛知県渥美半島沖にてメタンハイドレートの試掘が海洋研究開発機構の地球深部探査船「ちきゅう」を使用し、開始された[8]。
- 2013年3月12日、産業技術総合研究所と共同で愛知県と三重県の沖合で、世界で初めて海底からのメタンガスの採取に成功したと発表した[9][10]。

## 刊行物
情報提供事業の一環として「石油・天然ガスレビュー」及び「金属資源レポート」を隔月で刊行している。